# Санкт-Пёльтен (округ)
Санкт-Пёльтен или Санк-Пёльтен-Ланд (нем. Bezirk Sankt Pölten или Bezirk Sankt Pölten-Land)  — политический округ в Австрии. Центр округа — город Санкт-Пёльтен, при этом сам он частью округа не является. Округ входит в федеральную землю Нижняя Австрия. Занимает площадь 1287 км². Население 131 729 чел. Плотность населения 102 человек/км².
Официальный код округа AT123.

## Общины
| 1. Альтленгбах 2. Асперхофен 3. Бёэимкирхен 4. Бранд-Лабен 5. Айхграбен 6. Франкенфельс 7. Габлиц 8. Герерсдорф 9. Хафнербах 10. Хаунольдштайн 11. Херцогенбург 12. Хофштеттен-Грюнау 13. Инцерсдорф-Гетцерсдорф 14. Капельн 15. Карлштеттен 16. Кастен-бай-Бёхаймкирхен 17. Кирхберг-на-Пилахе 18. Кирхштеттен 19. Лойх 20. Мариа-Анцбах 21. Маркерсдорф-Хайндорф 22. Мауэрбах 23. Михельбах 24. Найдлинг 25. Нойленгбах 26. Нойстифт-Иннерманцинг 27. Нусдорф-об-дер-Трайзен 28. Обер-Графендорф 29. Обрицберг-Руст 30. Першлинг 31. Пресбаум 32. Принцерсдорф 33. Пуркерсдорф 34. Пихра 35. Рабенштайн-ан-дер-Пилах 36. Санкт-Маргаретен-ан-дер-Зирнинг 37. Шварценбах-на-Пилахе 38. Штатцендорф 39. Штёссинг 40. Трайсмауэр 41. Тульнербах 42. Вайнбург 43. Вильхельмсбург 44. Вёльблинг 45. Вольфсграбен |